# Cylichna fantasma
Cylichna fantasma är en snäckart som först beskrevs av Baker och Hanna 1927.  Cylichna fantasma ingår i släktet Cylichna och familjen Cylichnidae. Inga underarter finns listade i Catalogue of Life.